# Любовское водохранилище
Любовское водохранилище — искусственный водоём, созданный на реке Любовке в Тульской области для целей использования в промышленных целях.
Год основания — 1932. Площадь водоёма — 2,8 км² (по другим данным — 2,75 км²). Длина — 7,75 км. Объём — 0,0142 км³. Площадь водосборного бассейна — 148 км².
Используется для охлаждения агрегатов Новомосковской ГРЭС. Вода загрязнена, содержание аммонийного азота превышает ПДК в 3 раза.
Код водного объекта — 09010100321410000005962.